# IK Hakarpspojkarna
Der Idrottsklubben Hakarpspojkarna (abgekürzt IKHP) ist ein Sportverein aus dem schwedischen Huskvarna, einem Stadtteil von Jönköping. Namensgebend für den Verein ist der Hakarps socken. Der Verein unterhält Abteilungen für Leichtathletik, Orientierungslauf, Radsport, Ski Nordisch und Triathlon. Vor allem die Orientierungsläufer sind mit vier Erfolgen bei der Tiomila bekannt.
Der Verein wurde am 1. Februar 1929 gegründet. Das Sportprogramm umfasste zu Beginn vor allem Wandern, Skilanglauf und Radfahren. 1936 wurde das Vereinshaus in Norra Klevaliden am Rande des Naturschutzgebietes Huskvarnabergen gebaut.
Die Orientierungsläufer gewannen 1969, 1970 und 1974 binnen sechs Jahren dreimal die Tiomila. Eine weitere erfolgreiche Phase waren die 1990er mit dem Erfolg bei der Virolahti-Jukola 1992, zwei Siegen bei der 25-manna und einem weiteren Tiomila-Sieg 1995. Bekannte Orientierungsläufer des Vereins sind Johan Ivarsson und der Staffelweltmeister von 2003, Mattias Karlsson.

## Orientierungslauf

### Erfolge
Tiomila:
- Sieger Herren: 1969, 1970, 1974, 1995

25-manna:
- Sieger: 1993, 1994

Jukola:
- Sieger: 1992